# Sergio Saboya
Sergio Saboya är en brasiliansk dramatiker.
Han är grundare och nuvarande VD till Cena Brasil Internacional, en stor brasiliansk teaterfestival med omkring 15 000 åskådare.